# Pistoria nigropuncta
Pistoria nigropuncta är en fjärilsart som beskrevs av George Thomas Bethune-Baker 1908. Pistoria nigropuncta ingår i släktet Pistoria och familjen juvelvingar. Inga underarter finns listade i Catalogue of Life.